# Józef Ciupiński
Józef Ciupiński (ur. 1 stycznia 1927 w Dzikowcu, zm. 15 października 2015) – polski mikrobiolog i pracownik medyczny, poseł na Sejm PRL IV i V kadencji.

## Życiorys
Po ukończeniu gimnazjum studiował na Wydziale Nauk Przyrodniczych Uniwersytetu Wrocławskiego, jednocześnie pracując jako pomoc laboratoryjna w przychodni lekarskiej. W 1953 uzyskał magisterium z dziedziny mikrobiologii, podejmując pracę w Powiatowej Stacji Sanitarno-Epidemiologicznej w Kłodzku, gdzie organizował laboratorium bakteriologiczne (do 1959 był jego szefem). Współtworzył również Laboratorium Analityczne w Powiatowej Poradni Przeciwgruźliczej, w którym był zatrudniony. Działał społecznie w Komitecie Walki z Gruźlicą. Pod koniec lat 60. pracował w Laboratorium Analiz Obwodowej Przychodni Lekarskiej PKP w Kłodzku.
W 1962 został członkiem Stronnictwa Demokratycznego, pełnił funkcję przewodniczącego jego Powiatowego Komitetu. W 1965 i 1969 uzyskał mandat posła IV i V kadencji z okręgu Ząbkowice Śląskie. Przez dwie kadencje zasiadał w Komisji Komunikacji i Łączności i Komisji Zdrowia i Kultury Fizycznej.
Pochowany na Cmentarzu Komunalnym w Kłodzku.